# أبو الأغلب إبراهيم بن عبد الله الأغلب
أبو الأغلب إبراهيم بن عبد الله الأغلب كان أمير باليرمو من 835 إلى 851. حفيد زيادات الله، أمير القيروان، غادر أفريقيا في 11 أيلول 835 إلى صقلية، حيث انضم بعد معركة بحرية ضد البيزنطيين إلى حكومة باليرمو، أخوه هو أبو فهر محمد بن عبد الله بن الأغلب.
وفي عهد إمارته استمر التوسع الإسلامي في شرق صقلية. فُتحَت مدن مثل ميسينا (842-843)، وبوتيرا في عام 845، وراغوزا، والموريسك (848).